# 邢峙
邢峙，字士峻，南北朝东魏、北齐儒生，河间郡鄚县（今河北省任丘市）人。
邢峙年轻时好学，喜欢读古籍，游学燕、赵之间，通《三礼》、《左氏春秋》。北齐天保初年，河间郡举孝廉，授任四门博士，转任为国子助教，以精通经学入朝教授皇太子高殷。邢峙为人方正纯厚，有儒者之风。厨师给太子送上食物，菜中有名字叫邪蒿的，邢峙叫人拿去之，说：“此菜有不正之名，不是殿下应该吃的。”齐文宣帝听说后嘉赏了他，赐给他被褥縑纊，拜为国子博士。皇建初年，被任命为清河郡太守，有惠政，官民敬爱他。以年老称病归乡，在家中去世。